# Club Deportivo Internacional de Barinas
Maillots
Actualités
Le Club Deportivo Internacional de Barinas, plus couramment abrégé en Inter de Barinas, est un club vénézuélien de football fondé en 2016 et basé dans la ville de Barinas, jusqu'en janvier 2024 le club se nommait Club Deportivo Hermanos Colmenarez. 

## Histoire
Le club est fondé le 19 février 2016 sous le nom Club Deportivo Hermanos Colmenarez, il est promu en troisième division dès la fin de sa première saison. En 2018, il accède à la deuxième division puis en 2020 le club est champion de cette division et il est promu en première division.
Dès sa première saison en Primera División de Venezuela le club termine à la huitième place du classement cumulé, ce qui le qualifie pour la Copa Sudamericana 2022.
En janvier 2024, le club se renomme Club Deportivo Internacional de Barinas.

## Palmarès
| Compétitions nationales                                                  |
| ------------------------------------------------------------------------ |
| - Championnat du Venezuela de deuxième division (1) : - Champion : 2020. |